# Rue Lucien-Sampaix
La rue Lucien-Sampaix est une voie du 10e arrondissement de Paris.

## Situation et accès

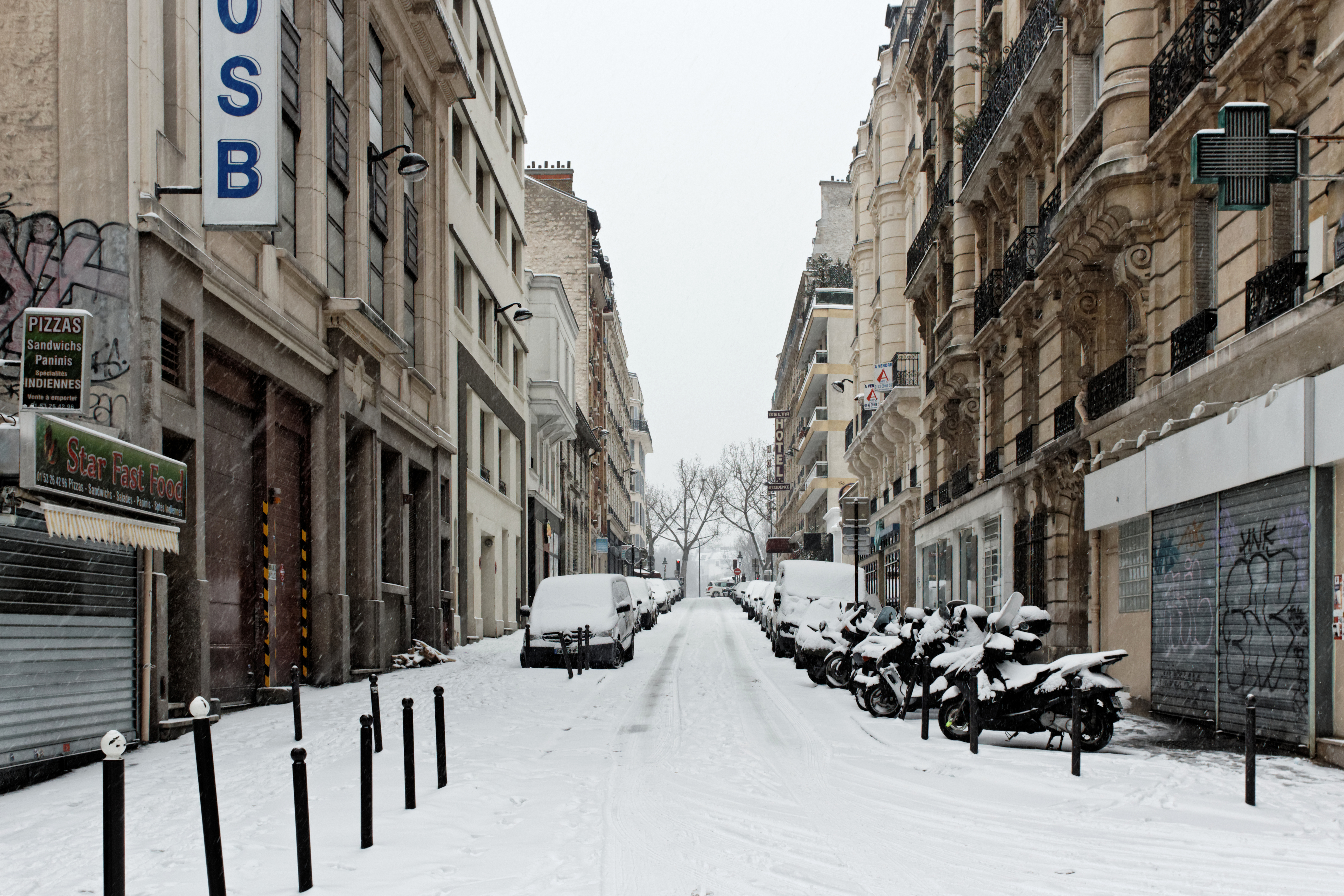
Sous la neige, la rue Lucien-Sampaix, au carrefour de la rue des Vinaigriers vers le canal Saint-Martin (quai de Valmy).

Située dans le 10e arrondissement de Paris, la rue Lucien-Sampaix constitue un prolongement de la rue Taylor jusqu’au canal Saint-Martin à proximité de la passerelle Michèle-Morgan. Elle croise le boulevard de Magenta à l'extrémité de la place Jacques-Bonsergent au niveau de l'ancienne rue des Marais (actuelles rues de Nancy et Albert-Thomas), puis la rue Legouvé et la rue des Vinaigriers.

## Origine du nom

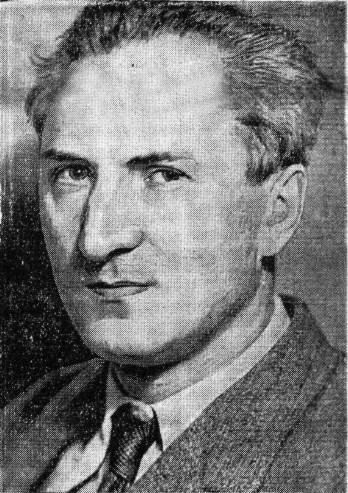
Lucien Sampaix.

Cette rue rend hommage au journaliste Lucien Sampaix (1899-1941), fusillé par les Allemands.

## Historique
En 1824, est ouverte une rue reliant la rue des Marais-du-Temple et la rue des Vinaigriers. Cette rue est nommée rue Albouy qui lui vient de Pierre-Laurent Albouy, maître charpentier et propriétaire des terrains, en 1824.
Le percement du boulevard Magenta supprime le carrefour de la rue Albouy et de la rue des Marais. Mais lors du percement du boulevard, la rue est prolongée au sud jusqu'à la rue du Château-d'Eau en 1859. La rue Albouy est prolongée au nord jusqu'au quai de Valmy en 1895.
La rue prend sa dénomination actuelle par arrêté du 8 juin 1946.

## Bâtiments remarquables et lieux de mémoire
Au début du XIXe siècle, plusieurs peintres appréciés de Louis-Philippe Ier y avaient élu domicile. Aujourd'hui encore, des artistes comme l'original Hubert Karaly, le danseur étoile Karl Paquette, l'artiste Adel Abdessemed, l'architecte d'intérieur Rodolphe Parente ou la musicienne baroque Hélène d'Yvoire y ont leur résidence.
- No 6 : à cette adresse habita Edme-François-Antoine-Marie Miel (de) (1775-1842), écrivain et critique d'art, ami de Jacques-Louis David et défenseur d'Ingres à ses débuts[1].
- No 7 : à cet endroit vécut le peintre de paysages et de marines Louis-Claude Malbranche, dont plusieurs œuvres furent acquises pendant les salons par le roi Louis-Philippe Ier[2].
- No 8 : ici habita le peintre Octavie Rossignon, qui travailla notamment à la décoration du musée historique de Versailles en 1835 commandé par le roi Louis-Philippe Ier.
- No 9 ter (angle avec le boulevard de Magenta) : ancien siège social de l'Association générale d'Alsace-Lorraine, créée en 1871 et encore en activité aujourd’hui.
- No 18 : à cette adresse logea le peintre Abel de Pujol[3].
- No 20 : ici est né en 1781 le peintre néo-classique Merry-Joseph Blondel, qui travailla notamment avec son voisin Abel de Pujol au plafond du musée du Louvre, à la galerie de Diane de Fontainebleau et au plafond du palais Brongniart[4].
- Nos 24-28 : emplacement de l'entrepôt des décors du théâtre de l'Ambigu-Comique jusqu'à son incendie en 1896. Actuellement, cet emplacement est occupé par la rue Legouvé[5].
- No 35 : immeuble de bureaux de style Art déco construit en 1934 par Léon Schneider, qui « choisit, en dépit de sa petite taille, de monumentaliser au moyen de baies en double hauteur dont des bow-windows, qui, ne dépassant pas du plan de l’alignement, évoquent ceux de Sauvage dans le magasin de La Samaritaine du quai du Louvre[6] ».
- No 38 : le joueur français de tennis René Lacoste y est né en 1904 (à l'époque rue d'Albouy)[7].
- No 41 : ancien dispensaire construit en 1908 par Bonnet et fils à la façade d'inspiration Art nouveau entièrement recouverte en céramique décorative de couleurs, utilisé aujourd’hui par la crèche collective Marquis-Gabriel-de-Mun.
- No 49 : au rez-de-chaussée se trouve le restaurant L'Atmosphère, où ont été tournées des scènes du film Les Poupées russes[8].

L’extension du Réseau Vert, avec plantation d'arbres, agrandissement des trottoirs et limitation de vitesse à 30 km/h est terminée en 2013.

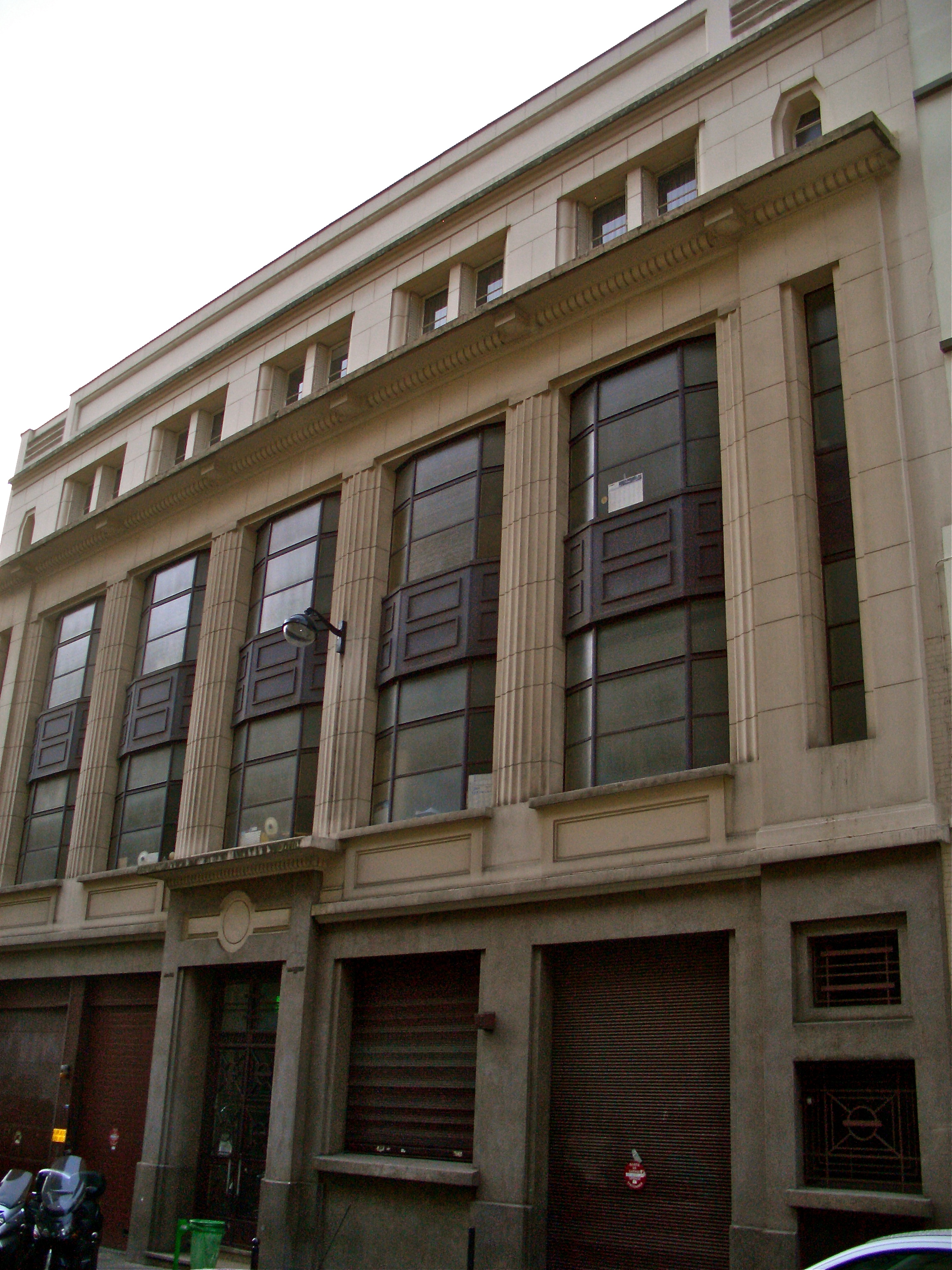
La « petite Samaritaine » de Léon Schneider.
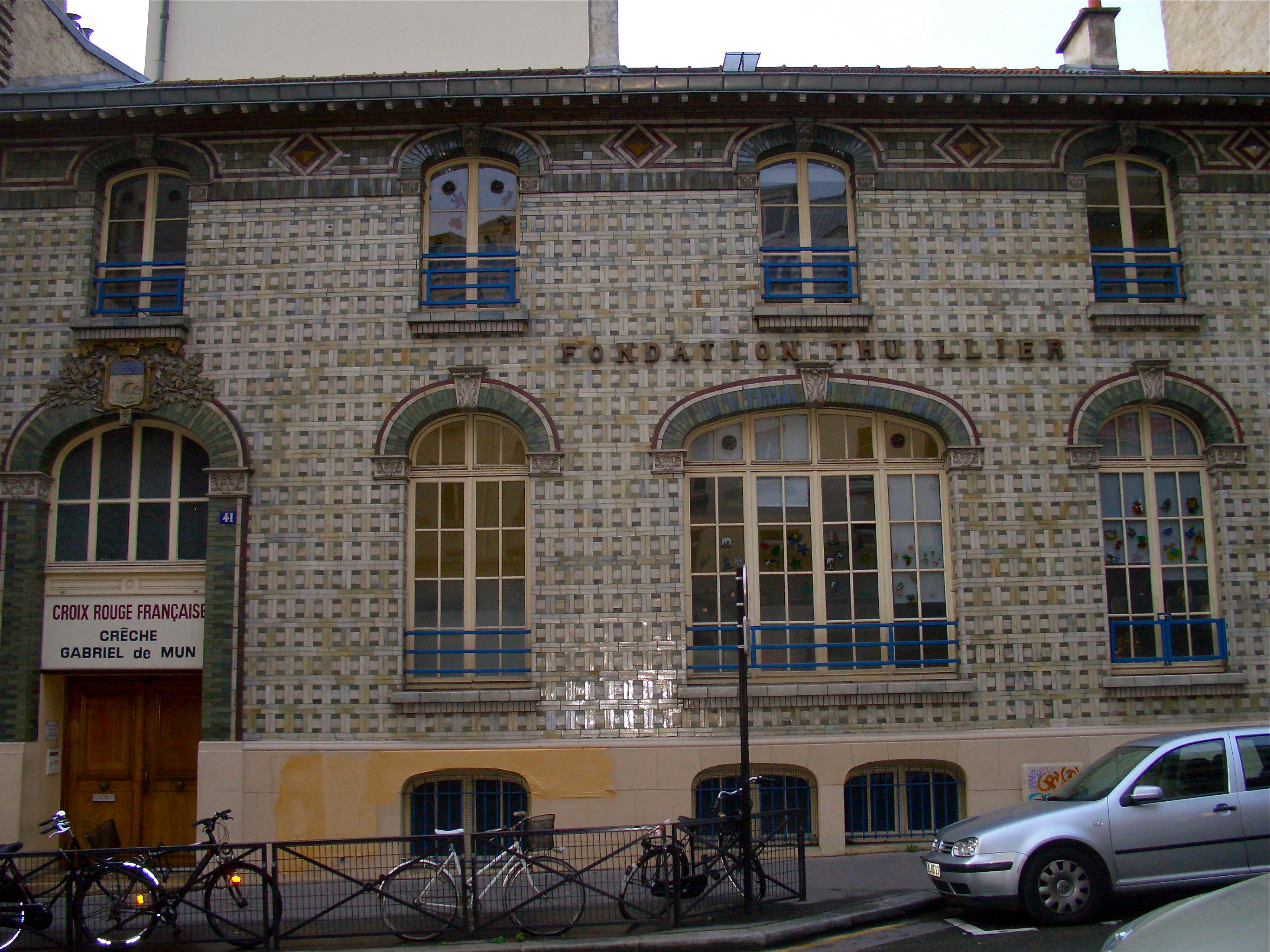
Dispensaire Art Nouveau de 1908.